# Manchester (Jamaica)
Manchester is een parish van Jamaica west-centraal op het eiland gelegen. De hoofdstad van de parish is Mandeville.

## Geboren
- Ernest Ranglin (1932), gitarist
- Byron Lee (1935-2008), muzikant, producer en orkestleider van Byron Lee & the Dragonaires
- Neville Staple (1955), zanger, percussionist; voormalig lid The Specials
- Donovan Bailey (1967). sprinter
- Christopher Williams (1972), sprinter
- Lorraine Fenton (1973), sprintster
- Michael Frater (1982), sprinter
- Sherone Simpson (1984), sprintster
- Simone Facey (1985), sprinter
- Deshorn Brown (1990), voetballer
- Kory Kindle (1991), voetballer
- Elaine Thompson (1992), sprintster
- Demish Gaye (1993), sprinter

Clarendon · Hanover · Kingston · Manchester · Portland · Saint Andrew · Saint Ann · Saint Catherine · Saint Elizabeth · Saint James · Saint Mary · Saint Thomas · Trelawny · Westmoreland